# Ручьёв, Александр Александрович
Александр Александрович Ручьёв (при рождении — Александр Абелевич Зильбер; 13 марта 1899, Псков — 29 апреля 1970, Москва) — советский композитор. Брат писателя Вениамина Каверина.

## Биография
Родился 13 марта 1899 года в Пскове, в еврейской семье, став пятым ребёнком. В 1910 году был зачислен в Псковскую мужскую гимназию. После немецкой оккупации Пскова в 1918 году, дабы избежать мобилизации, нелегально перешёл линию фронта и перебрался в Петроград. В 1919 году переехал в Москву вслед за матерью и братьями Давидом, Львом и Вениамином. В Москве поступил на физико-математический факультет Московского университета, однако почти сразу же бросил учёбу.
Благодаря домашним занятиям на фортепиано устроился тапёром в кинотеатр. Принимал участие в качестве пианиста и аккомпаниатора в деятельности творческого объединения «Синяя блуза». Был знаком с молодой певицей Лидией Руслановой, которая посоветовала музыканту взять псевдоним Ручьёв. С 1922 по 1925 год обучался в Музыкальном училище имени Гнесиных по классам композиции и фортепиано, с 1926 по 1929 год — в Ленинградской консерватории по классу композиции Владимира Щербачёва.
В 1927—1930 годах был музыкальным руководителем и дирижёром Ленинградского Красного театра (в настоящее время — театр «Балтийский дом»), в 1928—1931 — Театра имени Ленинского комсомола в Ленинграде (в настоящее время также входит в состав «Балтийского дома»). В 1935 году переехал в Алма-Ату, где в 1937—1938 годах был музыкальным руководителем Казахской государственной филармонии имени Джамбула. С 1942 по 1944 годы заведовал музыкальной частью Ойротского национального театра города Ойрот-Тура (ныне — Горно-Алтайск). В 1946 году вернулся в Москву.
Умер 29 апреля 1970 года в Москве.

## Творчество
Проживая в Алма-Ате, Александр Ручьёв принимал активное участие в становлении казахской академической музыки. Его перу принадлежит симфония «Обновлённый Казахстан» (каз. Жаңарған Қазақстан) — первая симфония, основанная на национальных казахских мелодиях. Также им был сделан ряд обработок казахских народных песен для голоса и фортепиано.
Автор ряда опер:
- «Жиль Блаз» по одноимённому роману Алена Лесажа (1936);
- «Бекет», либретто Мухтара Ауэзова по собственной поэме (1940);
- «Василий Тёмный» на собственное либретто (1946);
- «Капитан Гастелло» на собственное либретто (1954);
- «Машенька» на собственное либретто по мотивам пьесы Александра Афиногенова (1958).

В 1920-е годы писал музыку к спектаклям Красного театра. В 1930-х годах стал автором двух музыкальных комедий: «Роман и Юлия» (1936) и «Как её зовут» (1938).